# Aluminium(I)chloride
Aluminiummonochloride is een halogenide van aluminium, met als brutoformule AlCl. De stof wordt als tussenstap gevormd tijdens de productie via het Alcanproces van zuiver aluminium uit een legering die rijk is aan aluminium. Wanneer de legering in een reactor bij 1300°C in contact gebracht wordt met aluminiumchloride wordt aluminiummonochloride als gas gevormd.
{\displaystyle {\ce {2Al + AlCl3 -> 3AlCl}}}
Tijdens het afkoelen treedt bij 900°C disproportionering op naar gesmolten aluminium en aluminiumchloride.
De molecule is aangetoond in interstellair gas.